# Lamellolucina reyrei
Lamellolucina reyrei is een tweekleppigensoort uit de familie van de Lucinidae. De wetenschappelijke naam van de soort is voor het eerst geldig gepubliceerd in 1955 door Nickles.